# La Crèche
La Crèche ist eine französische Gemeinde im Département Deux-Sèvres in der Region Nouvelle-Aquitaine. Sie liegt im Arrondissements Niort und im Kanton Saint-Maixent-l’École.

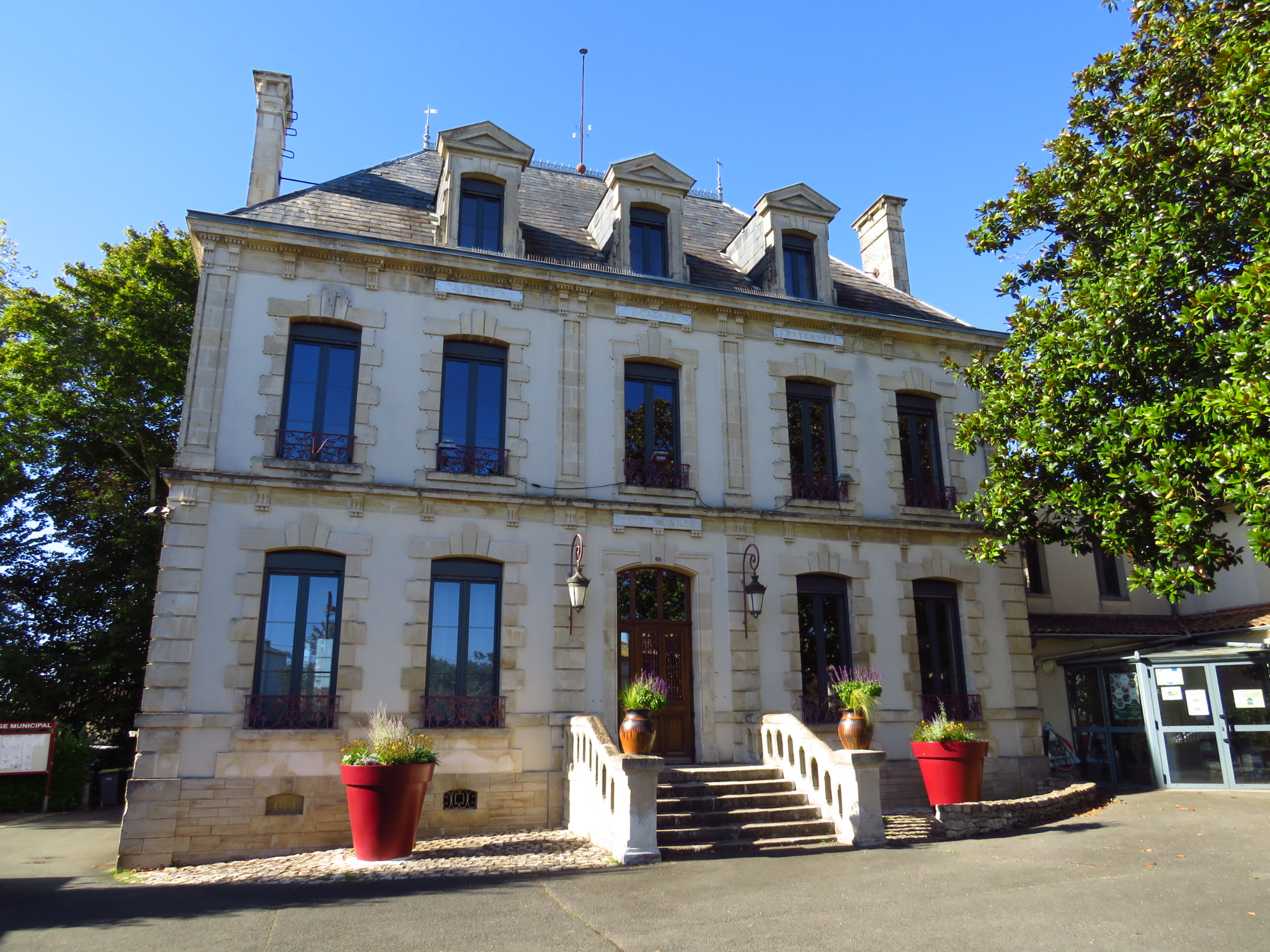
Rathaus

## Geographie
Die westfranzösische Gemeinde mit 5.681 Einwohnern (Stand 1. Januar 2022) liegt 13 Kilometer ostnordöstlich von Niort am Fluss Sèvre Niortaise. Im Westen und Nordosten verläuft der Zufluss Chambon, im äußersten Nordwesten der Musson.
Im Gemeindegebiet befindet sich das Autobahndreieck der Autoroute A83 (E 03) mit der Autoroute A10 (E 601).

## Geschichte
Paläontologisch ist die Gegend wegen seiner Dinosaurierfunde bekannt geworden. Faustkeile und weitere Funde aus dem Paläolithikum sind hier gefunden worden.
Während der gallorömischen Zeit befand sich hier ein kleiner vicus. Erst in der Merowingerzeit (ab dem 7. Jahrhundert) gewinnt die Gegend um La Crèche Bedeutung, was archäologisch durch die Entdeckung einer Nekropole nachgewiesen wurde.
Das Château de Bougouin wurde im 13. Jahrhundert durch die Familie Vivonne errichtet.

## Verkehr
Am Bahnhof La Crèche an der Bahnstrecke Saint-Benoît–La Rochelle-Ville verkehren TER-Züge von und nach La Rochelle-Ville und Poitiers.

## Persönlichkeiten
- Georges Groussard (1891–1980), Widerstandskämpfer
- Serge Groussard (* 1921), Journalist und Schriftsteller
- Maurice Marsac (1938–1991), Archäologe, der die wesentlichen Ausgrabungen bei La Crèche geleitet hat
- Anne Simon (* 1980), Comicautorin und Illustratorin